# Сесіл Гармсворт, 1-й Барон Гармсворт
Сесіл Бісхопп Гармсворт, 1-й Барон Гармсворт (23 вересня 1869 — 13 серпня 1948) — британський бізнесмен і ліберальний політик. У 1915 році він працював заступником державного міністра внутрішніх справ, а з 1919 по 1922 рік – заступником державного міністра закордонних справ.

## Походження
Гармсворт народився в Александра-Террас, Сент-Джонс-Вуд, Лондон, як третій син Альфреда Гармсворта та Джеральдін Мері, дочки Вільяма Маффетта. Він був молодшим братом власників газет Альфреда Гармсворта, 1-го віконта Норткліффа, і Гарольда Гармсворта, 1-го віконта Ротерміра, а також старшим братом сера Лестера Гармсворта, 1-го баронета, і сера Гілдебранда Гармсворта, 1-го баронета. У нього також було ще четверо молодших братів і чотири сестри. Він здобув освіту в гімназії St Marylebone і Дублінському Трініті-коледжі.

## Кар'єра
Хармсворт був кандидатом від ліберальної партії на додаткових виборах 1901 року в північно-східному виборчому окрузі Ланаркшира, але програв кандидату від ліберальної юніоністської партії. Він був обраний до Палати громад Дройтвіча в 1906 році, і займав це місце, поки не зазнав поразки на загальних виборах у січні 1910 року. Він знову увійшов до Палати громад як представник Лутона на проміжних виборах 1911 року і продовжував засідати у виборчому окрузі до 1922 року. З 1911 по 1915 рік він був особистим парламентським секретарем Уолтера Рансімена, а потім недовго обіймав посаду під керівництвом Г. Х. Асквіта як заступник державного міністра внутрішніх справ з лютого по травень 1915 року. Однак він не служив у коаліційному уряді, сформованому Асквітом у травні 1915 року.
Після того, як Девід Ллойд Джордж став прем'єр-міністром у грудні 1916 року, Гармсворт був членом секретаріату прем'єр-міністра між 1917 і 1919 роками та заступником держсекретаря у закордонних справах між 1919 і 1922 роками в коаліційному уряді Ллойд Джорджа. Він також ненадовго працював виконувачем обов’язків міністра блокади в 1919 році. У 1939 році він був підвищений до перів як барон Гармсворт з Егама в графстві Суррей. Він став постійним дописувачем у Палаті лордів, зробивши свою останню промову в червні 1945 року.
Окрім політичної кар'єри Гармсворт був директором Amalgamated Press і головою Associated Newspapers, заснованої його братом лордом Норткліффом. Він опублікував «Задоволення та проблеми в Південній Африці» (1908), «Безсмертні з перших рук» (1933) і «Маленька книжка про риболовлю» (1942).
Гармсворт придбав Будинок доктора Джонсона та відреставрував його в музей, відкритий для публіки. Він також був активним членом Сільванського дебатного клубу, який заснував його батько, і служив його скарбником.
Його щоденники включають світські зустрічі з впливовими людьми, включаючи суфражисток, таких як Агнес Харбен та її чоловік.

## Сім'я
Лорд Гармсворт одружився зі своєю кузиною Емілі Альбертою, дочкою Вільяма Гамільтона Маффетта, у 1897 році. Дружина 1873 року народження померла 1942 року. Лорд Хармсворт пережив її на шість років і помер у серпні 1948 року у віці 78 років. Його спадкоємцем у баронстві став його старший син, що вижив, Сесіль.